# Barbe de Verrue
Barbe de Verrue ist eine literarische Figur aus den Poésies de Clotilde der Clotilde de Surville (um 1405 – um 1498). Sie wird als französische Trobairitz des 13. Jahrhunderts beschrieben.

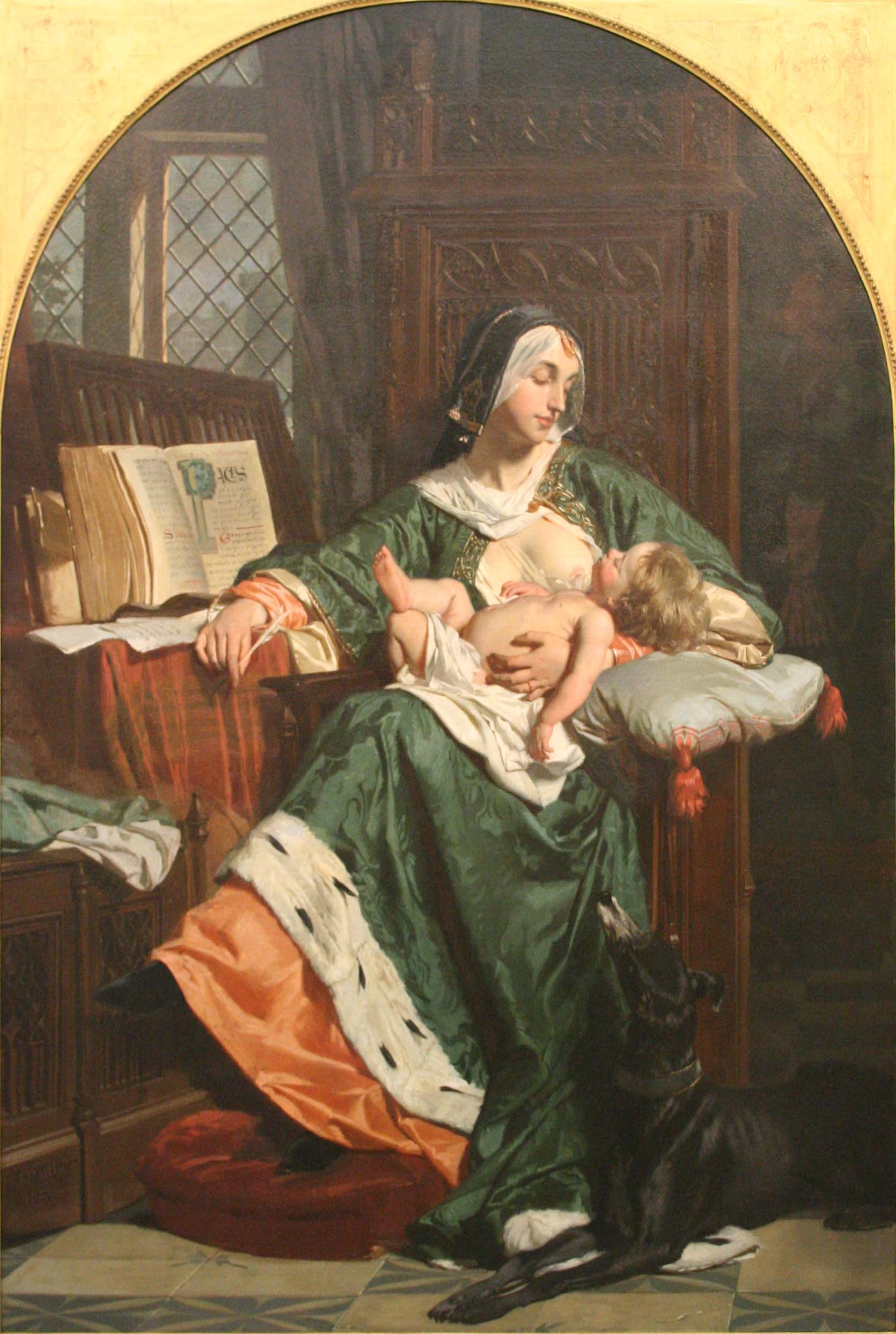
Clotilde de Surville
Gemälde von Eugène Ernest Hillemacher

## Les Poésies de Clotilde
Marguerite-Éléonore Clotilde de Vallon-Chalys, ab 1421 verehelichte Madame de Surville, verlor ihren Ehemann Bérenger de Surville bereits 1428 während der Belagerung von Orléans. Das Paar hatte einen Sohn. Die Abwesenheit ihres Mannes im Krieg inspirierte sie zu heroischen Versen, seinen Tod betrauerte sie in elegischen Gedichten. Ihre Memoiren, die auch eine Geschichte der französischen Poetik beinhalteten, sind verloren gegangen.
Sie überlebte ihre Schwiegertochter, den Sohn und ihre einzige Enkelin, die unverheiratet geblieben war. Ihr letztes Gedicht war ein chant royal zu Ehren von König Karl III.
Im Jahr 1803 veröffentlichte der Schriftsteller Charles Vanderbourg (1765–1827) die Poésies de Marguerite-Éléonore-Clotilde de Vallon-Chalys, depuis Madame de Surville, poète français du xve siècle, bestehend aus vierzig Gedichten Clotides. Im umfangreichen Vorwort erläuterte Vanderbourg die Geschichte des Manuskripts. Die Neuerscheinung wurde mit Lob und Bewunderung aufgenommen, Raynouard räumte den Gedichten denselben Rang ein, den er dem Werk Bowleys, veröffentlicht von Thomas Chatterton, einräumte. Die Figur der jungen Witwe mit Sohn, die Gedichte verfasste, inspirierte eine Reihe von französischen Künstlern. Eugène Ernest Hillemacher widmete ihr und ihrem Sohn zumindest drei Gemälde, Jean Gautherin schuf eine Bronzefigur von Mutter und Sohn.
Soweit die eine Möglichkeit, Clotilde de Surville zu beschreiben. Das andere Narrativ lautet, dass diese Frau nie existierte und ihr Werk reine Fiktion, eine Fälschung oder Nachahmung aus späterer Zeit sei. Es scheint festzustehen, dass ein Bérenger de Surville eine Marguerite heiratete – allerdings erst 1427, allerdings eine Marguerite de Chalis, keine de Vallon-Chalys. Die Causa beschäftigte lange Jahre die französische Intelligenz, Politik und Wissenschaft – darunter Charles Nodier, Jean-Antoine Chaptal, Joséphine de Beauharnais und Napoleon Bonaparte. Es soll die Ehefrau Napoleons gewesen sein, die die Publikation überhaupt erst ermöglicht haben soll.
Da die einzige Quelle, die Barbe de Verrue beschrieb, fraglich ist, ist auch die Frage, ob Barbe de Verrue eine reale Person war oder eine literarische Figur, nicht beantwortbar.

## Barbe de Verrue
Die Trobairitz soll ein adoptiertes Kind gewesen sein. Sie wurde eine erfolgreiche Sängerin, die eigene Lieder vortrug, von Stadt zu Stadt reiste und durch ihre Kunst zu Reichtum gelangt sein. Sie besang Petrarcas Griseldis, im Lied Gallischer Orpheus die Gallier und in einem weiteren Lied Aucassin und Nicolette. Sie wurde auf eine Stufe gestellt mit den Trobairitzen Almucs de Castelnau und Beatriz de Dia. Ihre Lieder wurden als lebhaft und fröhlich beschrieben, eher nicht romantisch. Ein Beispiel ihrer Werke:
Voyd son hyver venir li sages

Come al fins biau jor, belle nuict ;

Scet que sont roses por toz ages

Si por toz ages sont ennuict.

## Moderne Rezeption
Judy Chicago widmete Barbe de Verrue eine Inschrift auf den dreieckigen Bodenfliesen des Heritage Floor ihrer Installation The Dinner Party. Die mit dem ihrem Namen beschrifteten Porzellanfliesen sind dem Platz mit dem Gedeck für Eleonore von Aquitanien zugeordnet, die als Königin von Frankreich (1137–1152) und später von England (1154–1189) eine der einflussreichsten Frauen des Mittelalters war. Barbe de Verrue zählt somit zu den 999 Frauen des Heritage Floor.